# Katharine Cornell
Katharine Cornell (Berlim, 16 de fevereiro de 1893 - Tisbury, 9 de junho de 1974) foi uma atriz, escritora, e produtora teatral estadunidense. Apelidada de "A primeira-dama do teatro" pelo crítico Alexander Woollcott, Cornell foi a primeira pessoa a receber o prêmio Drama League, por Romeu e Julieta em 1935. Ela é conhecida por seus papéis na Broadway, muitas vezes dirigido por seu marido, Guthrie McClintic. Seu papel mais famoso foi o da poeta inglesa Elizabeth Barrett Browning na produção The Barretts of Wimpole Street de 1931.
Cornell era conhecida por rejeitar papéis no cinema, ao contrário de outras atrizes de sua época. Ela apareceu em apenas um filme de Hollywood, Noivas do Tio Sam de 1943.

## Filmografia
- 1957: There Shall Be No Night ... Miranda Valkay (TV)
- 1956: Producers' Showcase ... Elizabeth Barrett Browning (tv)
- 1943: Stage Door Canteen ... ela mesma